# Eyjafjörður
Az Eyjafjörður a leghosszabb fjord Izlandon. A sziget északi középső részén található fjord a Tröllaskagi-félszigettől keletre helyezkedik el, a második legnépesebb izlandi régió mellett. 

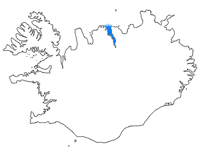
Eyjafjörður elhelyezkedése Izland térképén

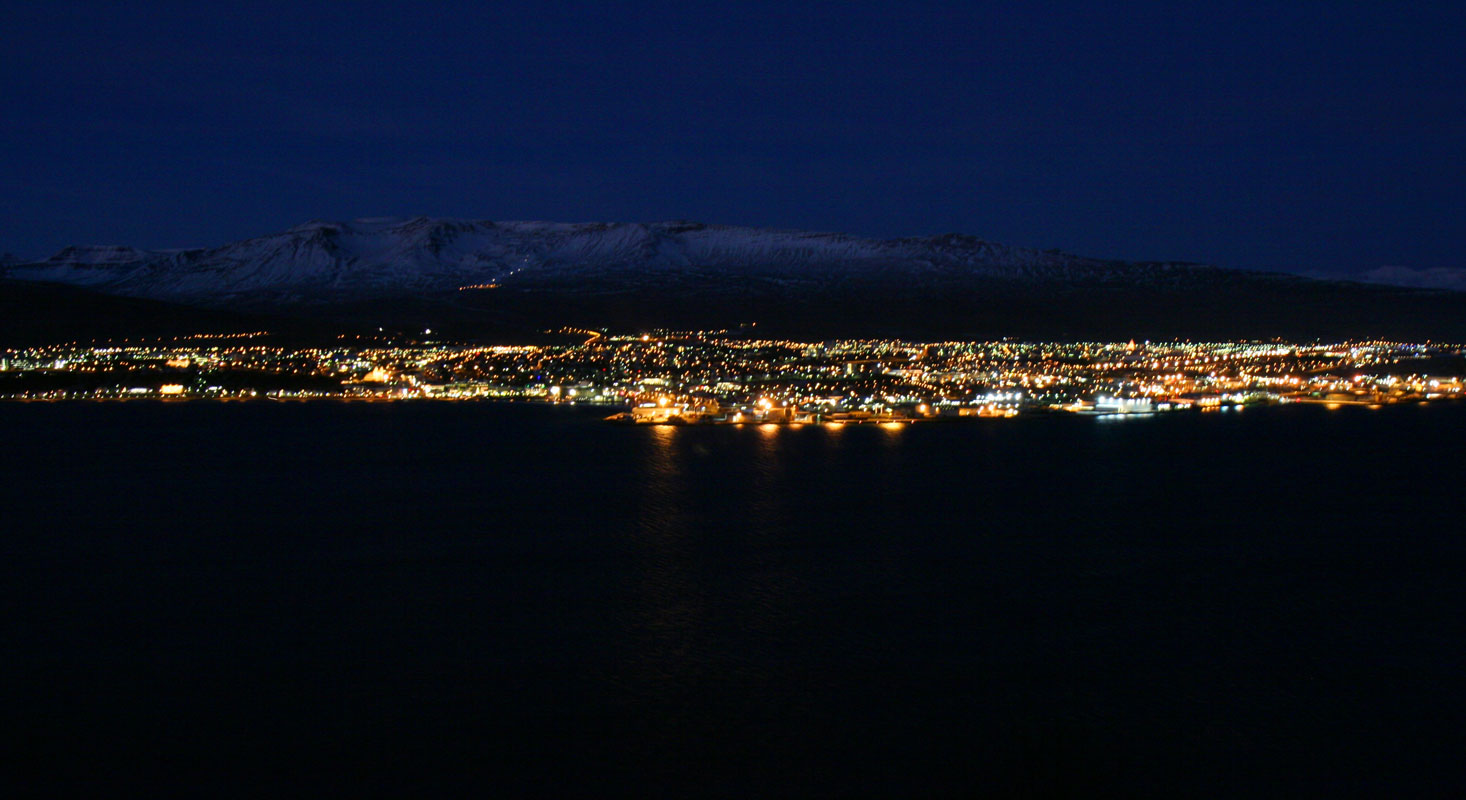
Akureyri látképe hajnalban, a fjord keleti részéről fotózva

## Földrajza
A szűk és hosszú fjord a szájától a végéig mintegy 60 kilométer hosszú és legszélesebb pontján 25 kilométer széles, míg átlagosan csak 6-10 kilométer a szélessége. A fjordból a nyugati oldalán két kisebb fjord ágazik ki, az Ólafsfjörður és a Héðinsfjörður.
A fjordot körülölelő táj bővelkedik domb- és hegyvidékekben. A fjord nyugati partvidékén nyúlnak magasabbra a hegyek a Tröllaskagi-félszigeten. A fjord partvidékén nincsenek igazán part menti síkságok, ezért a hegyek közvetlenül a tengert érik el, amelynek köszönhetően a partvidék egyes helyeken igen meredek. 
A fjordra számos völgy nyílik, elsősorban a nyugati, hegyvidékes oldalról, mint például a két legnagyobb a Hörgárdalurés a Svarfaðardalur. A Dalsmynni az egyetlen kelet felől a fjordra nyíló völgy. Az Eyjafjörður fjordra a legnagyobb völgy, amely nyílik, szintén az Eyjafjörður nevet viseli. 
A fjordba számos folyó torkollik, melyek közül a legjelentősebbek az Eyjafjarðará, a Fnjóská és a Hörgá.
A Hrísey sziget az Eyjafjörður közepén található és a második legnagyobb sziget Izland közelében, melyet gyakran az "Eyjafjörður gyöngyének" is szoktak emlegetni. 

## Népesség
Az Eyjafjörður régió Izland második legnépesebb régiója, a főváros, Reykjavík után. A régió teljes lakossága 24 000 főt tett ki 2008-ban. A legnagyobb város Akureyri, míg más települések a régióban: Dalvík, Ólafsfjörður, Hrísey, Árskógssandur, Hauganes, Hjalteyri, Hrafnagil, Svalbarðseyri és Grenivík.
Ezen települések többsége mezőgazdasági javak termeléséből és a halászatból származó bevételekből él, míg Akureyri szolgáltatási központ és dinamikusan fejlődő egyetemmel rendelkezik.

## Fordítás
Ez a szócikk részben vagy egészben  az   Eyjafjörður című angol Wikipédia-szócikk ezen változatának fordításán alapul.  Az eredeti cikk szerkesztőit annak laptörténete sorolja fel. Ez a jelzés csupán a megfogalmazás eredetét és a szerzői jogokat jelzi, nem szolgál a cikkben szereplő információk forrásmegjelöléseként.